# مارچلو جومبینی
مارچلو جومبینی (ایتالیایی: Marcello Giombini؛ ‏ ۲۴ ژوئیهٔ ۱۹۲۸ – ۱۲ دسامبر ۲۰۰۳) موسیقی‌دان و آهنگساز اهل ایتالیا بود که برای تعداد فراوانی فیلم‌های وسترن اسپاگتی آهنگ و موسیقی متن ساخت.
از فیلم‌هایی که وی در آن‌ها نقش داشته است، می‌توان به درمانگاه عشق، همسفر، مرگ در لاردو پرسه می‌زند، آدم‌خوار، زلدا، هیولا در فضا، ساباتا، عشق و ازدواج، نبرد ربات‌ها و مجلس‌گردان خون‌آشام است اشاره نمود.